# Nathaniel Green
Nathaniel Everett Green (21 de Agosto, 1823 – 10 de Novembro, 1899) foi pintor, professor e astrônomo britânico. Pintava paisagens e retratos, também ficou famoso por seus desenhos de planetas.